# Claudio Bravo
Claudio Andrés Bravo Muñoz (n. 13 aprilie 1983, Loncoche, Regiunea La Araucanía, Chile) este un fotbalist chilian și spaniol retras din activitate, care a jucat pe post de portar la echipe ca Real Sociedad, Colo-Colo și Manchester City. Pe plan internațional, are prezențe la națională pentru Chile și Chile U23⁠(d).

## Titluri

### Club
Colo-Colo
- Primera División de Chile: Apertura 2006

Real Sociedad
- Segunda División: 2009–10

Barcelona
- La Liga: 2014-15, 2015-16
- Copa del Rey: 2014-15, 2015-16
- Supercupa Spaniei: 2016
- Liga Campionilor UEFA: 2014-2015
- Supercupa Europei: 2015
- Campionatul Mondial al Cluburilor FIFA: 2015

### Internațional
Chile
- Copa América: 2015, 2016

## Meciuri la națională
| Chile | Chile   | Chile  |
| An    | Meciuri | Goluri |
| ----- | ------- | ------ |
| 2004  | 1       | 0      |
| 2005  | 3       | 0      |
| 2006  | 5       | 0      |
| 2007  | 12      | 0      |
| 2008  | 10      | 0      |
| 2009  | 9       | 0      |
| 2010  | 8       | 0      |
| 2011  | 14      | 0      |
| 2012  | 4       | 0      |
| 2013  | 12      | 0      |
| 2014  | 9       | 0      |
| 2015  | 12      | 0      |
| 2016  | 11      | 0      |
| 2017  | 9       | 0      |
| 2018  | 0       | 0      |
| 2019  | 4       | 0      |
| 2020  | 2       | 0      |
| 2021  | 16      | 0      |
| 2022  | 3       | 0      |
| 2023  | 1       | 0      |
| 2024  | 5       | 0      |
| Total | 150     | 0      |

## Legături externe
- Profilul oficial pe site-ul Real Sociedad es
- Profil pe BDFutbol
- Bravo.html Claudio Bravo pe site-ul National-Football-Teams.com
- Profil FIFA Arhivat în 12 noiembrie 2012, la Wayback Machine.
- Profil Transfermarkt